# مصطفى مستور
مصطفى مستور روائي ومترجم إيراني. ولد عام 1964م في مدينة الأهواز غرب إيران. تخرج في جامعة شهيد جمران في الأهواز عام 1988 في مجال الهندسة المدنية وحصل على درجة الماجستير في اللغة الفارسية وآدابها من نفس الجامعة.
دخل عالم الكتابة عام 1990م وظهرت له أعمال عديدة في التأليف والترجمة.
نشرت روايته الأولى: «وجه الله» بالفارسية عام 2001م؛ فحققت نجاحًا ساحقًا واختيرت كأفضل رواية في إيران، ونالت جائزة القلم الذهبي، وطُبعت خمسين طبعة خلال عشر سنوات. ثم نشر مجموعتين قصصيتين ناجحتين قبل أن ينشُر روايته الثانية عام 2005م، والتي لاقت إقبالًا واسعًا، وقد صدرت عن تنوير للنشر والإعلام بعنوان: «عراق خنزير في يد مجذوم». وفي عام 2006م نفدت مجموعته القصصيّة الجديدة فور طباعتها بسبب الإقبال منقطع النظير. وحين نُشرت روايته الثالثة عام 2009م؛ كانت أكثر الكُتب مبيعًا في معرض طهران الدولي للكتاب. ثمّ طُبعت مجموعته القصصيّة الأخيرة، عام 2010م؛ ست طبعات خلال ستّة أشهُر. ليُسطّر مستور اسمه كواحد من أهمّ عشرة روائيين وأكثرهم شعبيّة خلال ثمانين عامًا هي عُمر الأدب الروائي الإيراني الحديث.

## أعماله المترجمة للعربية
رواية وجه الله
رواية عراق خنزير في يد مجذوم
ثم فاح النور من يديك ( مجموعة شعرية )

## الجوائز
- حصل على جائزة أفضل رواية خلال عامي 79 و 80 من مهرجان القلم الذهبي لرواية Kiss on the Moon of God.
- حصل على جائزة أصفهان الأدبية لـ أفضل رواية لعام 2003 عن رواية Pig Bone and Leprosy.
- حائز على جائزة صادق هدايت الأولى للرواية.[بحاجة لمصدر]